# Infrastructure d'information géographique dans la Communauté européenne
Lire en ligne

https://eur-lex.europa.eu/legal-content/FR/TXT/?uri=LEGISSUM%3Al28195

La directive INSPIRE est la directive 2007/2/CE du Parlement européen et du Conseil du 14 mars 2007 établissant une infrastructure d'information géographique dans la Communauté européenne (INSPIRE ; acronyme issu de l'anglais INfrastructure for SPatial InfoRmation in the European community).

## Types d'actions
La directive INSPIRE, approuvée par le Conseil des ministres de l'Union européenne et par le Parlement européen puis publiée au Journal officiel des Communautés européennes (JOCE) le 25 avril 2007, est entrée en vigueur le 15 mai 2007. Elle vise à favoriser l'échange des données au sein de la Communauté européenne dans le domaine de l'environnement pris dans un sens large.
Cette première étape de la publication se poursuit maintenant par deux autres :
- la transposition dans les droits nationaux du texte de l'Union européenne (en théorie avant mai 2009),
- la définition au niveau européen de règles de mises en œuvre, qui seront ensuite directement applicables dans tous les pays de l'Union européenne.

La directive s'articule en trois parties complémentaires : les obligations créées, les données concernées, les acteurs impliqués.

### Obligations
Elle crée plusieurs obligations :
1. la fourniture des données selon des règles de mise en œuvre communes ;
2. la constitution de catalogues de données (métadonnées) ;
3. l'application de règles d'interopérabilité ;
4. l'accès gratuit aux métadonnées ;
5. l'accès aux données pour les acteurs réalisant une mission entrant dans le cadre d'INSPIRE ;
6. les services pour permettre ces accès ;
7. l'existence d'une organisation adaptée pour s'assurer de la bonne mise en œuvre de la directive.

La directive regroupe ces obligations sous le vocable « Infrastructure de données géographiques ». 
L'ensemble de ces obligations s'appuie en principe sur les normes et standards internationaux, et du point de vue opérationnel selon les règles de mise en œuvre en cours d'élaboration sous l'égide de la Commission européenne. Ces règles deviennent peu à peu des règlements européens, qui s'imposent directement, et sur des guides techniques, sans valeur règlementaire mais qui fournissent des explications et des exemples de bonnes pratiques.

### Données
INSPIRE s'applique à 34 domaines thématiques, se décomposant en trois groupes principaux :
- les données nécessaires au repérage sur le territoire, telles que systèmes de coordonnées, unités administratives, réseaux de transport, hydrographie, parcellaire cadastral, adresses et noms de lieux ainsi que des données relatives aux sites protégés. Cet ensemble constitue l'annexe 1 de la directive.
- les données générales complémentaires, telles que l'altimétrie, l'occupation des terres, la géologie et l'ortho-imagerie. Ces données constituent l'annexe 2.
- les données thématiques telles que bâtiments, vocation des sols, santé et sécurité des personnes, services d'utilité publique et services publics, données sur l'environnement (nombreuses et variées), installations industrielles, agricoles, démographie, périmètres de réglementation, données météorologiques, données maritimes, sources d'énergie et ressources minérales. Ces données constituent l'annexe 3.

La fourniture, et si nécessaire la production des métadonnées des thèmes des annexes 1 et 2 devra être terminée en 2010, la fourniture des données commencera dès 2011 et mobilisera les services pendant plusieurs années.
INSPIRE n'oblige pas à produire de nouvelles données ni à numériser des données actuellement sous forme papier. La Directive et ses règles de mise en œuvre ne s'appliquent qu'aux données numériques et publiques existantes.
INSPIRE ne crée pas d'obligations pour les États membres de combler des lacunes dans tel ou tel domaine thématique. Ceci pourrait, dans les années à venir être partiellement réalisé par des programmes européens tels GMES ('Global Monitoring for Environment and Security', soit 'Observation Mondiale pour l'Environnement et la Sécurité") ou SEIS ('Shared Environmental Information Service', soit 'Système Partagé d'Informations Environnementales'). Ces deux programmes sont en cours de développement (voir liens externes).

### Enjeux
L'application de la directive INSPIRE constitue une étape importante pour les acteurs concernés. Ceux-ci se sont certes déjà appropriés les technologies de l'information géographique numérique, mais l'intégration de ces données dans leurs systèmes d'information et la mise à disposition de données, tant pour le grand public que pour les autres services publics, sont encore, sauf exception, peu développées et peu mutualisées.
Le changement à conduire portera dans trois directions :
- améliorer l'information sur les données produites, en fournissant des métadonnées de façon systématique et en respectant les dispositions résultant des règles de mise en œuvre dont l'élaboration a commencé,
- faciliter les échanges de données entre acteurs : l'information géographique numérique ne prend sa véritable dimension que lorsqu'elle est échangée, partagée et enrichie par ses divers utilisateurs. Cette étape de mutualisation est ainsi une véritable source d'économies,
- moderniser les méthodes de travail et rénover les missions des services, en développant de façon significative l'utilisation de données numériques de qualité dans leurs activités quotidiennes.

Au niveau européen, la définition des règles de mise en œuvre constitue également une opération importante : de nombreux groupes de travail (par exemple, un pour chaque thème ou ensemble de thèmes de données), un calendrier serré, des règles à produire qui soient rigoureuses, pour permettre une interopérabilité et donc des échanges, assez simples pour pouvoir être mises en œuvre par tous les différents acteurs concernés en veillant à ce que les dépenses engendrées restent acceptables. Un « Comité de règlementation INSPIRE » examine toutes ces propositions et leurs conséquences, chaque pays de l'Union européenne y a désigné un représentant.
INSPIRE constitue une opportunité pour permettre aux organismes d'utiliser davantage les informations géographiques numériques. 
Il existe cinq types d'actions :
1. les États membres veillent à ce que des métadonnées soient créées pour les séries de données géographiques, et soient mises à jour
2. la Commission européenne adopte des règles de mise en œuvre fixant des spécifications harmonisées applicables aux données géographiques, et des arrangements pour l'échange et le partage de données géographiques ;
3. les États membres établissent et exploitent des services afin de rendre accessibles par l'intermédiaire de services spécifiques les jeux de données et services de données géographiques, pour lesquels des métadonnées ont été créés. Ces services sont mis à la disposition des autorités publiques et des tiers sur demande ;
4. les États membres adoptent des mesures de partage des jeux de données et des services de données géographiques entre les autorités publiques. Ces mesures permettent aux autorités publiques des États membres ainsi qu'aux institutions et organes de la Communauté d'accéder aux jeux et services de données, de les échanger et de les utiliser aux fins de missions publiques ayant une incidence directe ou indirecte sur l'environnement ;
5. les États membres auront à désigner les structures et mécanismes appropriés pour coordonner les contributions de tous ceux qui ont un intérêt dans leurs infrastructures d'informations géographiques, tels que les utilisateurs, les producteurs, les fournisseurs de services à valeur ajoutée, et les organismes de coordination.

En France, le Point de contact INSPIRE, tête de réseau pour la mise en œuvre de la directive, est le ministère chargé de l'Écologie. La structure de coordination est le Conseil national de l'information géographique.
À l'échelle mondiale INSPIRE va fortement contribuer à développer l'accès aux données géographique et leur interopérabilité, au service du programme mondial pour la création d'un Système Global des Systèmes d'Observation de la Terre (Global Earth Observation System of Systems) lancé en 2005 dans le cadre de la mise en œuvre du Plan d'Action des Nations unies adopté en conclusion du second sommet mondial pour le Développement Durable (Johannesburg, 2001).
INSPIRE est un développement de la plus haute importance pour permettre l'accès aux informations environnementales et le cotraitement d'informations de sources publiques multiples et de thèmes différents à l'aide de logiciels SIG. Il s'agit là d'une nécessité pour permettre une meilleure connaissance et une meilleure gestion des multiples facettes de notre environnement. INSPIRE fournit les mécanismes permettant une meilleure utilisation de l'information géographique publique pour le développement des politiques à tous les niveaux et la décision d'entreprise.

## Organismes impliqués en France
En France, la directive est transposée par une ordonnance 21 octobre 2010 publiée au Journal officiel du 22 octobre 2010. Cette ordonnance définit un cadre général pour la diffusion des données géographiques et de leurs métadonnées détenues par les autorités publiques (sous forme de services de recherche, de diffusion et de téléchargement), ainsi que les obligations de partage des données entre autorités publiques. 
Le « point focal » de la mise en œuvre de la directive est la direction de la recherche et de l’innovation au ministère de l’écologie, de l’énergie, du développement durable et de la mer, chargée des technologies vertes et des négociations sur le climat, qui dispose notamment de Carmen, moteur cartographique des DIREN (devenues DREAL depuis) pour la visualisation des données localisées environnementales. Ce service est en libre consultation, grâce notamment aux orientations fixées par la directive INSPIRE.
En France, au 19 septembre 2011, il y a dix-neuf organismes légalement mandatés (LMO) et vingt-deux communautés d'intérêt de données spatiales (SDIC), parmi lesquels :
- l'Association française pour l'information géographique (AFIGéO) ;
- le Centre national d'études spatiales (CNES) ;
- la Chambre de commerce et d'industrie du Gers ;
- le Conseil national de l'information géographique (CNIG) ;
- l'Institut d'aménagement et d'urbanisme de la région d'Île-de-France (IAURIF) ;
- le Laboratoire d'informatique, de robotique et de microélectronique de Montpellier (LIRMM) ;
- l'Office international de l'eau (OIEau) ;
- la Société internationale de photogrammétrie et de télédétection (ISPRS-IIwg7, International Society for Photogrammetry and Remote Sensing) et l'université Paris-Est-Marne-la-Vallée ;
- La Poste ;
- GéoBretagne, plate-forme régionale d'échange de données.

Les organismes français concernés par l'application de la directive sont ceux ayant une mission de service public et dont les données correspondent aux annexes de la directive, notamment :
- l'Institut national de l'information géographique et forestière (IGN) ;
- l'Ordre des géomètres-experts (OGE) ;
- le Bureau de recherches géologiques et minières (BRGM) ;
- l'Institut d'aménagement et d'urbanisme de la région d'Île-de-France (IAURIF) et les autres agences d'urbanisme ;
- Météo-France ;
- les ministères parmi lesquels le ministère de l'Écologie, le ministère de l'Agriculture et de l'Alimentation, le ministère des finances via la direction générale des Finances publiques ;
- le service hydrographique et océanographique de la Marine (SHOM) ;
- l'Institut français de recherche pour l'exploitation de la mer (IFREMER) ;
- les conseils régionaux et généraux ;
- les établissements publics et les entreprises privées fournissant une mission de service public en rapport avec l'environnement, sous l'autorité d'une autorité publique.

Les communes sont concernées lorsqu'elles sont investies d'une mission législative leur imposant la collecte ou la diffusion d'informations relatives aux thèmes définis en annexe à la directive.